# Lotta ai Giochi europei
La lotta è stata inserito nel programma dei Giochi europei sin dall'edizione inaugurale che si è svolta nel 2015.

## Edizioni
| Giochi | Anno | Sede  | Gare |
| ------ | ---- | ----- | ---- |
| I      | 2015 | Baku  | 24   |
| II     | 2019 | Minsk | 18   |

## Medagliere complessivo
Aggiornato alla seconda edizione
| Pos.   | Paese       | Oro | Argento | Bronzo | Totale |
| ------ | ----------- | --- | ------- | ------ | ------ |
| 1      | Russia      | 18  | 4       | 10     | 32     |
| 2      | Azerbaigian | 9   | 5       | 11     | 25     |
| 3      | Ucraina     | 3   | 6       | 7      | 16     |
| 4      | Bielorussia | 3   | 4       | 7      | 14     |
| 5      | Turchia     | 2   | 2       | 9      | 13     |
| 6      | Ungheria    | 2   | 2       | 2      | 6      |
| 7      | Svezia      | 2   | 0       | 1      | 3      |
| 8      | Georgia     | 1   | 5       | 6      | 12     |
| 9      | Armenia     | 1   | 2       | 0      | 3      |
| 10     | Lettonia    | 1   | 0       | 1      | 2      |
| 11     | Polonia     | 0   | 3       | 3      | 6      |
| 12     | Bulgaria    | 0   | 2       | 5      | 7      |
| 12     | Germania    | 0   | 2       | 5      | 7      |
| 14     | Slovenia    | 0   | 2       | 1      | 3      |
| 15     | Moldavia    | 0   | 1       | 4      | 5      |
| 16     | Israele     | 0   | 1       | 0      | 1      |
| 16     | Israele     | 0   | 1       | 0      | 1      |
| 18     | Norvegia    | 0   | 0       | 3      | 3      |
| 19     | Estonia     | 0   | 0       | 2      | 2      |
| 19     | Estonia     | 0   | 0       | 2      | 2      |
| 21     | Croazia     | 0   | 0       | 1      | 1      |
| 21     | Romania     | 0   | 0       | 1      | 1      |
| 21     | San Marino  | 0   | 0       | 1      | 1      |
| 21     | Slovacchia  | 0   | 0       | 1      | 1      |
| 21     | Spagna      | 0   | 0       | 1      | 1      |
| Totale | Totale      | 42  | 42      | 84     | 168    |